# Golden Ears
Golden Ears är bergstoppar i Kanada.   De ligger i provinsen British Columbia, i den södra delen av landet, 3 500 km väster om huvudstaden Ottawa.
I omgivningarna runt Golden Ears växer i huvudsak barrskog. Runt Golden Ears är det ganska tätbefolkat, med 111 invånare per kvadratkilometer.